# God Eater
God Eater (ゴッドイーター Goddo Ītā) ist eine Reihe von Action-Rollenspielen des japanischen Publishers Bandai Namco.

## Beschreibung
Der gleichnamige erste Titel wurde vom japanischen Studio Shift entwickelt und kam erstmals 2010 in Japan, 2011 dann auch in Europa für die mobile Spielkonsole PlayStation Portable auf den Markt. Die Reihe zeichnet eine düstere Zukunft des Jahres 2071, in der die Welt von monströsen Kreaturen namens Aragami verwüstet wurde und die Menschheit in einem verzweifelten Überlebenskampf gefangen ist. Nur eine kleine Zahl besonders begabter Kämpfer, die sogenannten God Eater, sind in der Lage, es im Kampf mit den teils riesigen Kreaturen aufzunehmen. Bereits der erste Titel wurde mit der Computerspielreihe Monster Hunter von Capcom verglichen. Mit God Eater 3 wechselte die Entwicklung zum japanischen Studio Marvelous, das Spiel kam im Dezember 2018 auf den Markt.
Begleitend zur Spielereihe entstand ein Franchise aus Animes, Mangas und Light Novels. 2015 erschien eine von ufotable produzierte 13-teilige Animeserie, die 2016 auch in das Angebot von Netflix übernommen wurde.

## Veröffentlichungen

### Computerspiele
Hauptreihe
- 2010: God Eater
- 2010: Gods Eater Burst
- 2013: God Eater 2
- 2014: God Eater 2: Rage Burst
- 2015: God Eater Resurrection
- 2018: God Eater 3

Ableger
2010: God Eater Mobile
2015: God Eater: Off Shot
2017: God Eater Online
2018: God Eater Resonant Ops

### Animes
- 2009: God Eater OVA
- 2015: God Eater
- 2018: GOD EATER レゾなんとか劇場 God Eater Resonantoka Gekijō

### Mangas und Light Novels
- 2009–2010: God Eater: The Spiral Fate
- 2009–2011: God Eater: Kyūseishu no Kikan (God Eater 救世主の帰還)
- 2010: God Eater: Kinki o Yaburu Mono (GOD EATER 禁忌を破る者)
- 2011–2012: God Eater: The Summer Wars (ゴッドイーター ザ サマーウォーズ)
- 2011–2013: God Eater: The 2nd Break
- 2012–2019: God Eater 2 (ゴッドイーター2)
- 2013–2015: Chimi God Eater (ちみごっどいーたー God Eater)
- 2014–2015: GE Good Eater (GEφグッドイーター)